# Giuseppe Ugolini (militare)
Giuseppe Ugolini (Torgiano, 19 marzo 1885 – Milano, 23 giugno 1920) è stato un brigadiere dei Carabinieri della Legione di Milano, insignito di Medaglia d'oro al valor militare alla memoria.

## Biografia

I funerali del vicebrigadiere a Milano

Chiamato alle armi con la sua classe di leva ed arruolato nel reggimento artiglieria a cavallo, nel novembre 1905, ivi ebbe i galloni di caporale e caporal maggiore. Passò, poi, a domanda nell’Arma, come carabiniere a piedi, nella Legione di Milano nell’agosto 1908. Promosso vice-brigadiere nel maggio 1916, alcuni mesi dopo, passato nelle truppe coloniali della Cirenaica, partì per Bengasi assegnato a quella Divisione Carabinieri e fu promosso brigadiere nel gennaio 1918. Rimpatriato nel luglio 1919 e destinato alla Legione di Milano, fu assegnato alla stazione di Porta Monforte. A Milano, in quel tempo, come in altre città, dopo tre anni di durissima guerra felicemente conclusa, la popolazione, spinta da una lotta politica sostenuta dalle varie ideologie mirava decisamente alla conquista dei mezzi di produzione, attraverso scioperi e sommovimenti delle masse operaie.
Il 22 giugno 1920, dopo un comizio pubblico svoltosi in prossimità dell’Arena per affermare la solidarietà degli operai con i ferrovieri in sciopero da dieci giorni, si ebbero alcuni scontri tra manifestanti e la forza pubblica. Il mattino successivo, il brigadiere Ugolini, mentre in esecuzione di ordini ricevuti si trasferiva dalla stazione di Porta Monforte a quella di Viale Brianza su una vettura di noleggio, venne affrontato e fermato, verso le ore 9,30, nel popolare sobborgo Loreto, da operai scioperanti, i quali, intenzionati ad impedire a chiunque l’accesso alla Città, gli intimarono minacciosamente di consegnare le armi. Il brigadiere Ugolini, respinto sdegnosamente la tracotante ingiunzione, contese con decisione il suo moschetto a coloro che, fattisi dappresso, cercarono di impadronirsene. Nella colluttazione disperata, un colpo di arma da taglio infertogli da uno degli assalitori, che gli fratturò la mandibola sinistra. Benché sanguinante, imbracciato il moschetto, dalla stessa vettura su cui era stretto da più parti dagli scioperanti, ne abbatté uno. Sceso poi dalla vettura, benché fosse fatto segno a colpi di rivoltella, continuò a difendersi col moschetto, facendosi largo fra la folla, e cadde, proditoriamente colpito da un colpo di rivoltella alla nuca.

## Riconoscimenti
Alla sua memoria è dedicata la Sezione delle Medaglie d'Oro al valor militare alla Memoria di Caltanissetta